# Mbosi (C.30) jezici
Mbosi (C.30) jezici podskupina od (6) sjeverozapadnih bantu jezika u zoni C, koji se govore na području države Kongo u regiji Cuvette.
Predstavnici su: akwa [akw], 24,100 (2000) u regiji Cuvette, distrikt Makoua; koyo [koh] 1.000 distrikt Owando; likwala [kwc], 45.300 (2000) uz rijeke Sangha, i Likouala-aux-Herbes; likuba ili kuba [kxx], 30.200 (2000) blizu ušća rijeke Sangha; mboko [mdu], 27,200 (2000), na zapadu distrikta Makoua; mbosi [mdw] 108.000 (2000) u regijama Cuvette i Plateaux.

## Vanjske poveznice
- Ethnologue (14th)
- Ethnologue (15th)